# Jerzy Trzeszkowski
Jerzy Trzeszkowski (ur. 10 stycznia 1945 w Wełczu) – polski żużlowiec.
Sport żużlowy uprawiał w latach 1963–1974. przez całą karierę reprezentując barwy klubu Sparta Wrocław. 
Trzykrotny brązowy medalista drużynowych mistrzostw Polski (1963, 1967, 1968). Siedmiokrotny finalista indywidualnych mistrzostw Polski, w tym brązowy medalista tych rozgrywek (Rybnik 1969). Ośmiokrotny finalista turniejów o "Złoty Kask". 
Srebrny medalista drużynowych mistrzostw świata (Malmö 1967). Wielokrotny uczestnik eliminacji indywidualnych mistrzostw świata, w tym dwukrotny finalista tych rozgrywek (Londyn 1967 – XIV miejsce, Göteborg 1968 – XIV miejsce). 
Startował również w ligach szwedzkiej i brytyjskiej, w barwach klubów Kaparna Göteborg (1977–1981) oraz Swindon Robins (1978).